# فيات تيبو (2016)
فيات تيبو سيارة مدمجة تنتجها شركة تصنيع السيارات الإيطالية فيات في مصنعها التركي في بورصة منذ خريف 2015. وتحمل نفس اسم موديل سيارات سابق لفيات تم تسويقه ما بين عام 1988 و1995.

## المحركات
|                              | شكل البدن | 1.3 Multijet 95               | 1.3 Multijet 95               | 1.6 Multijet 120              | 1.4 FIRE                      | 1.4 T-Jet                     | 1.4 T-Jet                     | 1.6 E.torQ                    |
| ---------------------------- | --------- | ----------------------------- | ----------------------------- | ----------------------------- | ----------------------------- | ----------------------------- | ----------------------------- | ----------------------------- |
| الوقود                       |           | ديزل                          | ديزل                          | ديزل                          | بنزين/GPL                     | بنزين/GPL                     | بنزين/GPL                     | بنزين/إيثانول حيوي            |
| Admission                    |           | Turbo                         | Turbo                         | Turbo                         | جوي                           | Turbo                         | Turbo                         | جوي                           |
| سعة الأسطوانات (سم3)         |           | 1٬248                         | 1٬248                         | 1٬598                         | 1٬368                         | 1٬368                         | 1٬368                         | 1٬598                         |
| التصميم                      |           | 4-أسطوانات                    | 4-أسطوانات                    | 4-أسطوانات                    | 4-أسطوانات                    | 4-أسطوانات                    | 4-أسطوانات                    | 4-أسطوانات                    |
| القوة العظمى حصان            |           | 95 في مستوى 4 000 دورة/دقيقة  | 95 في مستوى 4 000 دورة/دقيقة  | 120 في مستوى 3 750 دورة/دقيقة | 95 في مستوى 6 000 دورة/دقيقة  | 120 في مستوى 5 000 دورة/دقيقة | 120 في مستوى 5 000 دورة/دقيقة | 110 في مستوى 5 500 دورة/دقيقة |
| العزم الأقصى (ن م)           |           | 200 في مستوى 1 500 دورة/دقيقة | 200 في مستوى 1 500 دورة/دقيقة | 320 في مستوى 1 750 دورة/دقيقة | 127 في مستوى 4 500 دورة/دقيقة | 215 في مستوى 2 500 دورة/دقيقة | 215 في مستوى 2 500 دورة/دقيقة | 152 في مستوى 4 500 دورة/دقيقة |
| علبة تغيير السرعات           |           | BVM5                          | BVM5                          | BVM6                          | BVM6                          | BVM6                          | BVA6                          | BVA6                          |
| السرعة القصوى (كم/سا)        | 4P 5P SW  | 180 —                         | 183 180                       | 199 200                       | 185                           | — 200                         | —                             | 192 —                         |
| من 0 إلى 100 كم/سا (ثا)      | 4P 5P SW  | 11,8 —                        | 11,7 — 11.7                   | 9,7 9,8 9.8                   | 11,5 11.5                     | —                             | —                             | 11,2 —                        |
| الاستهلاك المتوسط (ل/100 كم) | 4P 5P SW  | 4,0 —                         | 4,2 3.7 3,7                   | 4,2 3.7                       | 5.7                           | — 6                           | —                             | 6,3 —                         |
| إنبعاثات CO2 (غ/كم)          | 4P 5P SW  | 98 —                          | 108 99                        | 110 98                        | 133 132                       | — 139                         | —                             | 146 —                         |

مائل: نسخة Eco